# Torneo Clausura 2002 (Guatemala)
El Torneo Clausura 2002 fue el 6º torneo corto del fútbol guatemalteco, que finaliza la temporada 2001-2002 de la Liga Nacional en Guatemala.

## Equipos

#### Equipos participantes
| Club                                   | Ciudad              | Departamento   | Estadio                           | Capacidad |
| -------------------------------------- | ------------------- | -------------- | --------------------------------- | --------- |
| Antigua GFC                            | Antigua Guatemala   | Sacatepéquez   | Estadio Pensativo                 | 9.000     |
| Aurora Fútbol Club                     | Ciudad de Guatemala | Guatemala      | Estadio del Ejército              | 13.300    |
| Club Social y Deportivo Comunicaciones | Ciudad de Guatemala | Guatemala      | Estadio Cementos Progreso         | 17.000    |
| Club Social y Deportivo Municipal      | Ciudad de Guatemala | Guatemala      | Estadio del Trébol                | 25.000    |
| Cobán Imperial                         | Cobán               | Alta Verapaz   | Estadio José Ángel Rossi          | 15.000    |
| Deportivo Jalapa                       | Jalapa              | Jalapa         | Estadio Las Flores                | 10.000    |
| Deportivo Marquense                    | San Marcos          | San Marcos     | Estadio Marquesa de la Ensenada   | 10.000    |
| Deportivo Teculután                    | Teculután           | Zacapa         | Estadio Julio Hector Paz Castilla | 8.000     |
| Deportivo Zacapa                       | Zacapa              | Zacapa         | Estadio David Ordóñez Bardales    | 10.000    |
| Xelajú Mario Camposeco                 | Quetzaltenango      | Quetzaltenango | Estadio Mario Camposeco           | 10.000    |

### Equipos por Departamento
| Departamento   | N.º | Equipos                           |
| -------------- | --- | --------------------------------- |
| Guatemala      | 3   | Aurora, Comunicaciones, Municipal |
| Zacapa         | 2   | Teculután, Zacapa                 |
| Alta Verapaz   | 1   | Cobán                             |
| Jalapa         | 1   | Jalapa                            |
| Quetzaltenango | 1   | Xelajú                            |
| Sacatepéquez   | 1   | Antigua GFC                       |
| San Marcos     | 1   | Marquense                         |

## Fase de clasificación
|  | Pos. | Equipos        | PJ | PG | PE | PP | GF | GC | Dif. | PTS | Clasificación                     |
|  | ---- | -------------- | -- | -- | -- | -- | -- | -- | ---- | --- | --------------------------------- |
|  | 1º   | Municipal      | 18 | 16 | 2  | 0  | 61 | 11 | +50  | 50  | Semifinales                       |
|  | 2º   | Comunicaciones | 18 | 10 | 2  | 6  | 33 | 22 | +11  | 32  | Semifinales                       |
|  | 3º   | Xelajú MC      | 18 | 7  | 3  | 8  | 26 | 26 | 0    | 24  | Reclasificación a las semifinales |
|  | 4º   | Aurora         | 18 | 7  | 3  | 8  | 25 | 26 | -1   | 24  | Reclasificación a las semifinales |
|  | 5º   | Zacapa         | 18 | 7  | 3  | 8  | 30 | 36 | -6   | 24  | Reclasificación a las semifinales |
|  | 6º   | Marquense      | 18 | 8  | 5  | 9  | 23 | 29 | -6   | 24  | Reclasificación a las semifinales |
|  | 7º   | Cobán Imperial | 18 | 6  | 5  | 7  | 31 | 29 | +2   | 23  |                                   |
|  | 8º   | Teculután      | 18 | 6  | 1  | 11 | 23 | 35 | -12  | 19  |                                   |
|  | 9°   | Antigua GFC    | 18 | 5  | 3  | 10 | 21 | 38 | -17  | 18  |                                   |
|  | 10º  | Jalapa         | 18 | 4  | 5  | 9  | 21 | 36 | -15  | 17  | Descendido                        |
|  |      |                |    |    |    |    |    |    |      |     |                                   |

## Fase Final
|  | Clasificación a Semifinales | Clasificación a Semifinales | Clasificación a Semifinales | Clasificación a Semifinales | Clasificación a Semifinales |  |  | Semifinales | Semifinales    | Semifinales | Semifinales | Semifinales |  |  | Final | Final          | Final | Final | Final |
|  |                             |                             |                             |                             |                             |  |  |             |                |             |             |             |  |  |       |                |       |       |       |
|  |                             |                             |                             |                             |                             |  |  | 1           | Municipal      | 1           | 5           | 6           |  |  |       |                |       |       |       |
|  | 4                           | Aurora                      | 1                           | 2                           | 3                           |  |  | 5           | Zacapa         | 1           | 0           | 1           |  |  |       |                |       |       |       |
|  | 5                           | Zacapa                      | 1                           | 4                           | 5                           |  |  |             |                |             |             |             |  |  | 1     | Municipal      | 1     | 2     | 3     |
|  |                             |                             |                             |                             |                             |  |  |             |                |             |             |             |  |  | 2     | Comunicaciones | 2     | 0     | 2     |
|  |                             |                             |                             |                             |                             |  |  | 2           | Comunicaciones | 2           | 2           | 4           |  |  |       |                |       |       |       |
|  | 3                           | Xelajú                      | 2                           | 1                           | 3                           |  |  | 3           | Xelajú         | 3           | 0           | 3           |  |  |       |                |       |       |       |
|  | 6                           | Marquense                   | 2                           | 1                           | 3                           |  |  |             |                |             |             |             |  |  |       |                |       |       |       |

| Campeón Clausura 2002 |
| Municipal 19º Título  |
| --------------------- |

### Torneos internacionales
|  | Pos. | Equipos        | PJ | PG | PE | PP | GF | GC | Dif. | PTS | Clasificación               |
|  | ---- | -------------- | -- | -- | -- | -- | -- | -- | ---- | --- | --------------------------- |
|  | 1º   | Municipal      | 18 | 16 | 2  | 0  | 61 | 11 | +50  | 50  | Copa Interclubes UNCAF 2002 |
|  | 2º   | Comunicaciones | 18 | 10 | 2  | 6  | 33 | 22 | +11  | 32  | Copa Interclubes UNCAF 2002 |
|  | 3º   | Xelajú MC      | 18 | 7  | 3  | 8  | 26 | 26 | 0    | 24  |                             |
|  | 4º   | Aurora         | 18 | 7  | 3  | 8  | 25 | 26 | -1   | 24  |                             |
|  | 5º   | Zacapa         | 18 | 7  | 3  | 8  | 30 | 36 | -6   | 24  |                             |
|  | 6º   | Marquense      | 18 | 8  | 5  | 9  | 23 | 29 | -6   | 24  |                             |
|  | 7º   | Cobán Imperial | 18 | 6  | 5  | 7  | 31 | 29 | +2   | 23  |                             |
|  | 8º   | Teculután      | 18 | 6  | 1  | 11 | 23 | 35 | -12  | 19  |                             |
|  | 9°   | Antigua GFC    | 18 | 5  | 3  | 10 | 21 | 38 | -17  | 18  |                             |
|  | 10º  | Jalapa         | 18 | 4  | 5  | 9  | 21 | 36 | -15  | 17  | Descendido                  |
|  |      |                |    |    |    |    |    |    |      |     |                             |